# Синто Святилище Сюссэ Инари в Америке
Синто Святилище Сюссэ Инари в Америке (яп. アメリカ出世稲荷神社) - это Синто святилище, основанное в Лос Анджелесе, штат Калифорния, в 2017 году. Оно является американским филиалом Сюссэ Инари Дзиндзя, расположенного в городе Мацуэ в префектуре Симанэ, Япония.
Госайдзин (почитаемые Ками) Синто Святилища Сюссэ Инари в Америке - Ука-но-Митама-но-Ками (яп. 宇迦之御魂神), ками еды и урожая, бизнеса и удачи; и Хомудавакэ-но-Микото (яп. 誉田別命), который почитался самураями, а также ками воды и здоровья. Также почитаются Отоконуси-но-Ками (яп. 大床主神), который помогает в восстановлении после болезни; Такэмикадзути-но-Ками (яп. 武甕槌神) и Фуцунуси-но-Ками (яп. 経津主神), ками меча; Мидзухамэ-но-Ками (яп. 水波女神), помогающий в безопасном путешествие по воде.
Святилище Сюссэ Инари славится тем, что способно даровать удачу, успех в бизнесе и карьере, выздоровление от болезней, счастье в браке и отношениях, хороший урожай и успех в учёбе.
Гудзи (Главной Священницей) является Преподобная Идзуми Хасэгава.